# Parafia św. Izydora Oracza w Krzemieniewicach
Parafia św. Izydora Oracza w Krzemieniewicach – parafia rzymskokatolicka znajdująca się w archidiecezji częstochowskiej, w dekanacie Gorzkowice.
Proboszczem jest ks. Ryszard Bryłka.